# The Washington Post
Il Washington Post è un quotidiano statunitense. È il più diffuso e più antico giornale di Washington. Raggiunse fama internazionale nei primi anni settanta del Novecento grazie all'indagine sul caso Watergate condotta dai due suoi giornalisti Bob Woodward e Carl Bernstein, i quali giocarono un ruolo di primo piano nelle dimissioni del presidente Richard Nixon.
Per autorevolezza tra i quotidiani di area liberal-democratica, il Washington Post è generalmente considerato secondo solo al New York Times. Avendo sede nella capitale degli Stati Uniti, il Post mette in maggiore evidenza i fatti della politica nazionale ma, a differenza del Times, si considera un quotidiano a carattere locale o regionale. La diffusione del cartaceo è infatti limitata alla costa orientale degli Stati Uniti.

## Storia

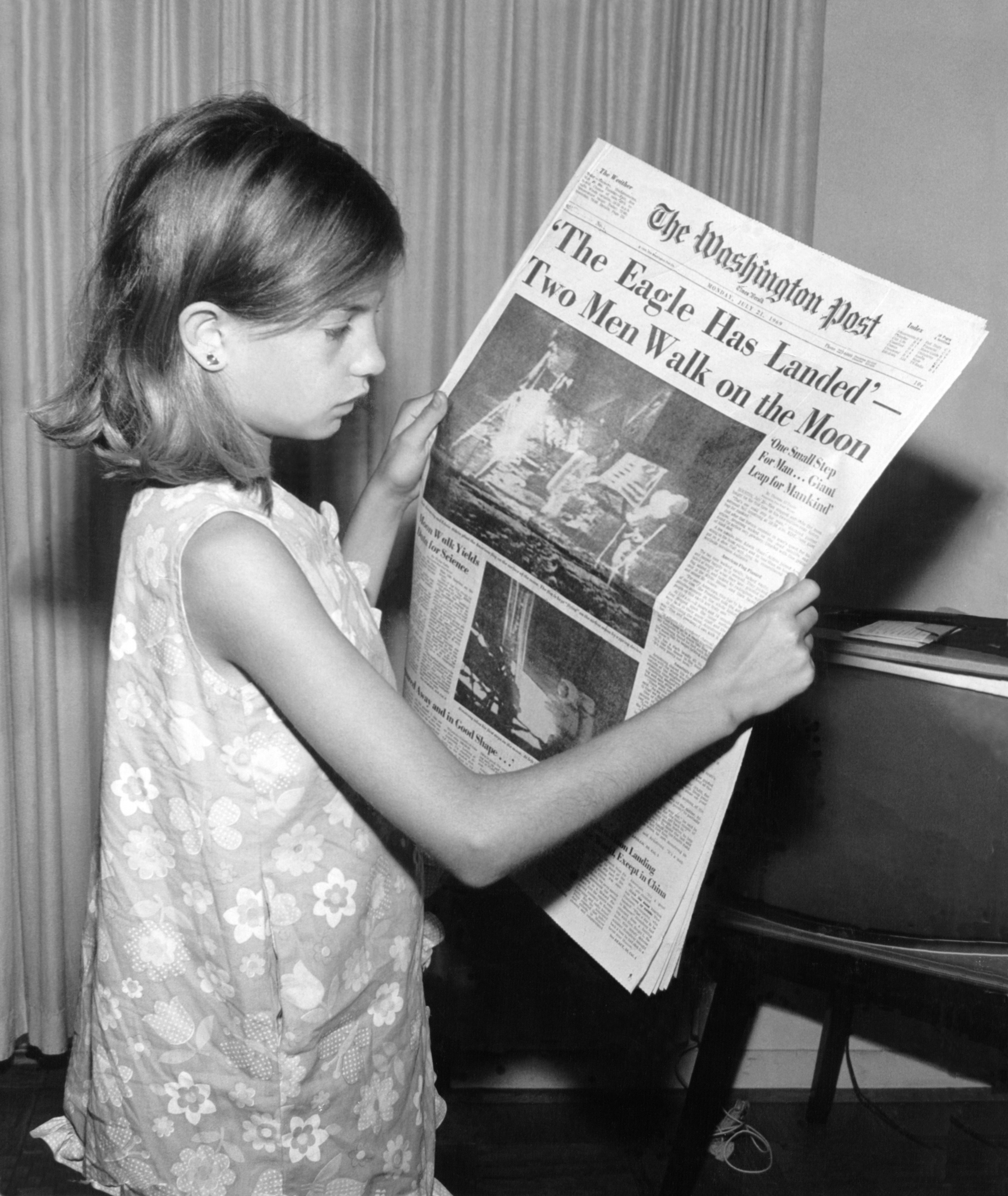
Una bambina tiene in mano il numero del 21 luglio 1969, giorno del primo passo dell'uomo sulla Luna

Il giornale fu fondato nel 1877 da Stilson Hutchins.
Nel 1933 il finanziere Eugene Meyer acquisì, a un'asta fallimentare, il controllo del Post. Nel 1956 affidò la guida del giornale al genero, Philip Graham, e, dopo il suo suicidio nel 1963, passò alla figlia Katharine Graham (1917-2001), che fu l'editrice del Post negli anni dell'ascesa del quotidiano, quelli della presidenza di John Kennedy.
La grande notorietà internazionale si ebbe nel 1971 con i Pentagon Papers sulla guerra del Vietnam e l'anno dopo con le rivelazioni dello Scandalo Watergate, al tempo della direzione di Ben Bradlee, il quale, chiamato dalla Graham, guidò il giornale dal 1965 al 1991. Nel 1979 la Graham lasciò le redini della società editrice del quotidiano al figlio Donald E. Graham, che nel 1991 sommò la carica di presidente a quella di amministratore delegato (CEO). Nel 2000 delegò Boisfeuillet Jones a succedergli nella carica di CEO, mantenendo la presidenza.
Nel 2013 i Graham, dopo aver gestito ininterrottamente il giornale dal 1933, hanno ceduto la proprietà del Washington Post a Jeff Bezos, fondatore di Amazon.com, uno dei più grandi siti web al mondo di commercio elettronico. La transazione è avvenuta al prezzo di 250 milioni di dollari, circa 188 milioni di euro. Nel marzo 2014 Warren Buffett, il singolo maggior azionista fin dal 1973, ha ceduto la sua quota, pari al 28%, della società editrice.
Nel 2021, per la prima volta nei 144 anni di storia del giornale, una donna, Sally Buzbee, è stata chiamata alla direzione della testata.
Nel 2024 per le elezioni presidenziali americane, il giornale, da decenni schierato con i candidati democratici alla presidenza non rinnova l'endorsement a Kamala Harris, il proprietario Jeff Bezos difese la scelta presa affermando che «gli endorsement presidenziali non servono a far pendere l'ago della bilancia di un'elezione» facendo perdere al giornale l'iscrizione di 200 mila abbonati.

## Tiratura
Secondo i dati dell'Accertamento diffusione stampa americano (Audit Bureau of Circulation), la diffusione media è di circa 475 000 copie giornaliere (periodo marzo 2013). La tiratura dell'edizione domenicale è intorno alle 840 000 copie.
Il Washington Post è il quinto quotidiano più diffuso negli Stati Uniti per tiratura. Anche se la maggiore concentrazione di copie vendute non va oltre il territorio del Maryland e della Virginia, si attesta come il giornale con la più alta penetrazione nelle città metropolitane.

## Inchieste famose

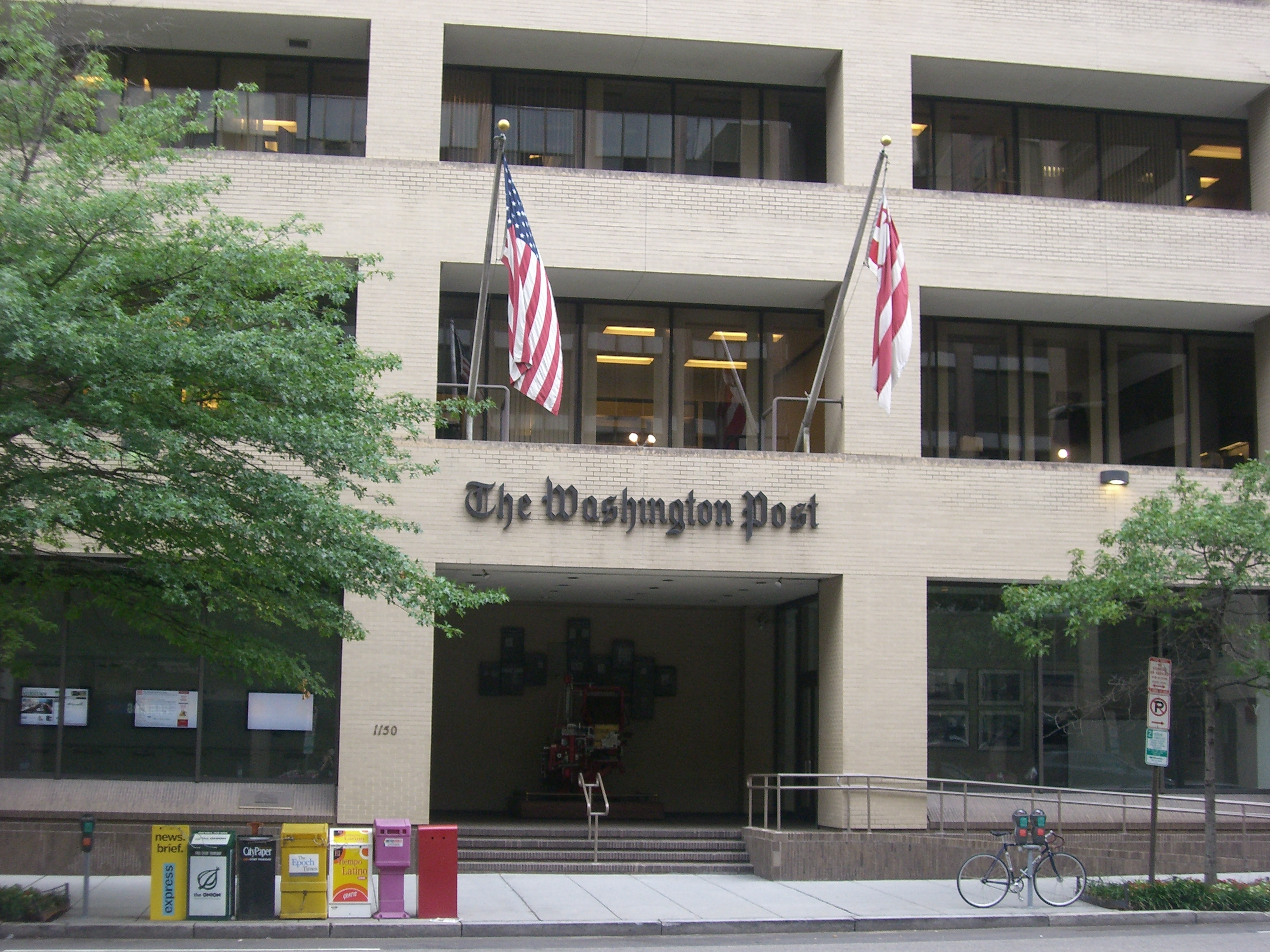
La sede della redazione a Washington

Nel 2000 il giornalista J. Stephens pubblica sul giornale un articolo che riguarda fatti che hanno visto coinvolta la multinazionale farmaceutica Pfizer in seguito ad alcuni eventi accaduti nel 1996, quando – nel corso di una grave epidemia nella città di Kano, in Nigeria – diversi bambini furono oggetto di una sperimentazione umana non autorizzata. Fatti questi che hanno determinato un caso giudiziario (Contenzioso di Kano) sia nei confronti della giustizia nigeriana ed anche nei confronti di quella statunitense.